# Ol'ga Veličko
Ol'ga Evgen'evna Veličko (in russo Ольга Евгеньевна Величко?; Ordžonikidze, 20 novembre 1965) è un'ex schermitrice sovietica, poi russa, vincitrice di due medaglie d'oro, tre d'argento e due di bronzo ai campionati mondiali di scherma.

## Biografia
È la moglie dello schermidore Anvar Ibragimov.

## Palmarès
In carriera ha conseguito i seguenti risultati:
- Mondiali di scherma

Barcellona 1985: bronzo nel fioretto a squadre (per la  Unione Sovietica).
Sofia 1986: oro nel fioretto a squadre (per la  Unione Sovietica).
Denver 1989: oro nel fioretto individuale ed argento a squadre (per la  Unione Sovietica).
Lione 1990: argento nel fioretto a squadre e bronzo individuale (per la  Unione Sovietica).
Budapest 1991: argento nel fioretto a squadre (per la  Unione Sovietica).
- Europei di scherma

Plovdiv 1998: oro nel fioretto a squadre e bronzo individuale.